# Championnats d'Europe de pétanque 2012
Navigation
Édition précédente Édition suivante
Les championnats d'Europe de pétanque 2012 est une édition des championnats d'Europe de pétanque. 

## Présentation
Cette compétition constitue la 6e édition du triplette sénior féminine, la 5e édition du tir de précision sénior féminine, la 8e édition du triplette jeunes -18 ans, la 6e édition du tir de précision jeunes -18 ans et la 1er édition du triplette vétéran. Elle se déroule à Gand (Belgique) du 2 au 4 novembre 2012 pour le triplette sénior féminine, le tir de précision sénior féminine, le triplette jeunes -18 ans et le tir de précision jeunes -18 ans. Elle se déroule au Danemark en 2012 pour le triplette vétéran.

## Résultats àGand(Belgique)

### Triplette sénior féminine[1]
| Nation   | Score | Nation |
| -------- | ----- | ------ |
| France   | 13-1  | Italie |
| Espagne  | bat   | ?      |
| Danemark | bat   | ?      |
| Suède    | bat   | ?      |

| Nation  | Score | Nation   |
| ------- | ----- | -------- |
| France  | 13-0  | Danemark |
| Espagne | bat   | Suède    |

| Nation | Score | Nation  |
| ------ | ----- | ------- |
| France | 13-1  | Espagne |

## Podiums
| Épreuve                          | Or                                                                      | Argent                                                                    | Bronze                                                                        |
| -------------------------------- | ----------------------------------------------------------------------- | ------------------------------------------------------------------------- | ----------------------------------------------------------------------------- |
| Triplette sénior féminine        | Angélique Colombet - Anna Maillard - Nelly Peyré - Marie-Angèle Germain | Yolanda Matarranz - Veronica Martinez - Silvia Garces - Maria José Perez  | ? - ? ? - ?                                                                   |
| Tir de précision sénior féminine | Angélique Colombet                                                      | Jessica Johansson                                                         | Yolanda Matarranz Mirva Näsilä                                                |
| Triplette jeunes -18 ans         | Anthony Billet - Guillaume Magnier - Julien Renault - Dylan Djoukitch   | 2 \| Corentin Buffe - Grégory Kausse - Corentin Nicolay - Karim D'Heedene | Miguel Trujillo - Jonathan Oliver - Miguel Diaz - José Javier Rodriguez ? - ? |
| Tir de précision jeunes -18 ans  | Pawel Pieprzyck                                                         | Rick Van Lier                                                             | Gaëtan Amman Guillaume Magier                                                 |
| Triplette vétéran                | ? - ?                                                                   | ? - ?                                                                     | ? - ?                                                                         |

## Tableau des médailles
| Rang  | Nation    | Or | Argent | Bronze | Total |
| ----- | --------- | -- | ------ | ------ | ----- |
| 1     | France    | 3  | 0      | 1      | 4     |
| 2     | Pologne   | 1  | 0      | 0      | 1     |
| 2     | Monaco    | 1  | 0      | 0      | 1     |
| 4     | Espagne   | 0  | 1      | 2      | 3     |
| 5     | Suède     | 0  | 1      | 1      | 2     |
| 6     | Belgique  | 0  | 1      | 0      | 1     |
| 6     | Pays Bas  | 0  | 1      | 0      | 1     |
| 6     | Allemagne | 0  | 1      | 0      | 1     |
| 9     | Finlande  | 0  | 0      | 2      | 2     |
| 10    | Danemark  | 0  | 0      | 1      | 1     |
| 10    | Italie    | 0  | 0      | 1      | 1     |
| 10    | Suisse    | 0  | 0      | 1      | 1     |
| Total | Total     | 5  | 5      | 9      | 19    |